# (131) Вала
(131) Вала (др.-сканд. Vala) — астероид из группы главного пояса. Был открыт 24 мая 1873 года германо-американским астрономом К. Г. Ф. Петерсом в Клинтоне, США и назван по имени пророчицы Вельвы в скандинавской мифологии.

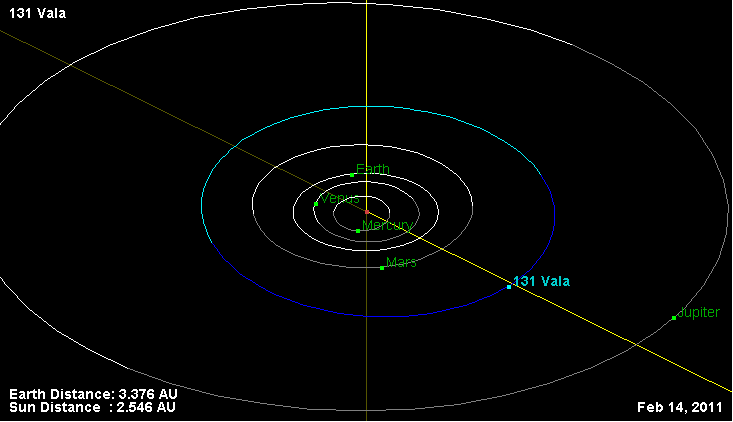
Орбита астероида Вала и его положение в Солнечной системе

Наблюдалось только одно покрытие звёзд этим астероидом, 26 мая 2002 года в Италии.